# Leopoldów (powiat rycki)
Leopoldów – wieś w Polsce położona w województwie lubelskim, w powiecie ryckim, w gminie Ryki.
| SIMC    | Nazwa         | Rodzaj    |
| ------- | ------------- | --------- |
| 0390685 | Chudów        | część wsi |
| 0390544 | Falentyn      | część wsi |
| 0390567 | Karczmiska    | część wsi |
| 0390691 | Nowiny        | część wsi |
| 0390679 | Nowiny-Rososz | część wsi |

W latach 1975–1998 miejscowość również należała administracyjnie do województwa lubelskiego.
Na terenie wsi utworzono dwa sołectwa: Leopoldów Południe i Leopoldów Północ. Według Narodowego Spisu Powszechnego z roku 2011 wieś liczyła 742 mieszkańców.
Wierni Kościoła rzymskokatolickiego należą do parafii Wniebowzięcia Najświętszej Maryi Panny w Leopoldowie.